# Sauve
Sauve là một xã trong vùng Occitanie, thuộc tỉnh Gard, quận Le Vigan, tổng Sauve. Tọa độ địa lý của xã là 43° 56' vĩ độ bắc, 03° 56' kinh độ đông. Sauve nằm trên độ cao trung bình là m mét trên mực nước biển, có điểm thấp nhất là 75 mét và điểm cao nhất là 470 mét. Xã có diện tích 31,56 km², dân số vào thời điểm 1999 là 1690 người; mật độ dân số là 53 người/km².

## Thông tin nhân khẩu
| 1962  | 1968  | 1975  | 1982  | 1990  | 1999  |
| ----- | ----- | ----- | ----- | ----- | ----- |
| 1 268 | 1 328 | 1 277 | 1 417 | 1 606 | 1 690 |

## Nhân vật nổi tiếng
- Jean Astruc (1684-1766), nhà y học
- Jean-Pierre Claris de Florian (1755–1794), nhà thơ
- Henri Théodore Sivel
- Robert Crumb
- Robert Filliou